# Marguerite II de Hainaut
Marguerite II, née vers 1311 et morte le 23 juin 1356 au Quesnoy (Hainaut), est une princesse de la maison d'Avesnes, fille du comte Guillaume Ier de Hainaut et de Jeanne de Valois. Elle fut reine de Germanie de 1324 et  impératrice du Saint-Empire de 1328 à 1347, par son mariage avec l'empereur Louis IV de Wittelsbach, puis comtesse de Hollande (sous le nom de Marguerite Ire) de 1345 à 1354 ainsi que comtesse de Hainaut de 1345 jusqu'à sa mort. 

## Biographie
Marguerite est la fille aînée de Guillaume le Bon (mort en 1337), comte de Hainaut (en tant que Guillaume Ier) et de Hollande (en tant que Guillaume III) depuis 1304, et de son épouse Jeanne (morte en 1352), elle-même fille du comte Charles de Valois et sœur du roi français Philippe VI. Son père, membre de la maison d'Avesnes, fut l'un des plus puissants princes dans le nord-ouest du Saint-Empire, avec les ducs de Brabant et les comtes de Flandre. 
Des conflits avec le roi français Philippe IV le Bel, l'oncle de son épouse Jeanne de Valois, ont conduit à l'alliance avec Louis IV de Wittelsbach, élu roi des Romains en 1314 rivalisant avec Frédéric le Bel. Dans la lutte pour le trône du Saint-Empire, Guillaume fut un allié essentiel. Après la victoire sur les troupes de Frédéric à la bataille de Mühldorf en 1322, Louis IV, veuf depuis la mort de sa première épouse Béatrice de Świdnica le 25 août 1322, conclut un contrat de mariage afin d'épouser Marguerite le 25 février 1324 à Cologne.
Son frère aîné Guillaume II décédant sans postérité en 1345, l’Angleterre revendique dès lors ses droits sur le Hainaut et ses héritages. Un accord est cependant conclu en 1346 à Ypres entre Marguerite et sa sœur Philippa de Hainaut, épouse du roi Édouard III d'Angleterre : Philippa renonçant à ses prétentions sur les héritages de son frère et ce, en faveur de sa sœur. De son côté, à Francfort, l’empereur germanique, Louis IV de Bavière, s’engage pour lui-même et ses héritiers, et au nom de son épouse, l’impératrice Marguerite (la dite Marguerite II (d’Avesnes) comtesse de Hainaut), à ne jamais céder, diviser ni engager les comtés de Hainaut, de Hollande, de Zélande et de la seigneurie de Frise, qui appartiennent à la dite Marguerite et à ses héritiers, sauf les droits de ses sœurs.  
Marguerite nomme son fils (le futur Guillaume III comte de Hainaut) et des gouverneurs pour les comtés dont elle hérite, et ne décide de s'en occuper qu'en 1347, à la mort de son époux. Mais son fils s'y oppose et s'allie aux Hollandais pour la contrer. En 1348, Marguerite cède officieusement la souveraineté de la Hollande, de la Zélande et la Frise à son fils Guillaume. Cependant, malgré l'intervention des Anglais pour défendre son droit lors des batailles de Veere puis celle de Zwartewaal, elle est contrainte de céder de fait la Hollande à son fils en 1351. Un parchemin daté du 7 décembre 1354 à Mons, énonce les conditions de la passation définitive des États de Marguerite à son fils Guillaume : elle reçoit une somme de 40 000 florins de Florence et une rente viagère, et son fils, en contrepartie, renonçant à ses droits sur le Hainaut, tant que sa mère vivra. Elle décédera un an et demi plus tard. 

## Mariage et descendance
Marguerite épouse le 25 février 1324 Louis IV de Wittelsbach (1282 † 1347), duc de Bavière, roi de Germanie en 1314, puis sacré empereur Louis IV) en 1328. Ils eurent dix enfants :
- Marguerite (1325 † 1374), marié en 1351 à Étienne de Hongrie († 1354), duc de Croatie, puis vers 1357 à Gerlach de Hohenlohe ;
- Anne (1326 † 1361), mariée à Jean de Wittelsbach (1329 † 1340), duc de Basse-Bavière ;
- Élisabeth, mariée en 1350 à Cangrande II della Scala (1332 † 1359), seigneur de Vérone, puis en 1362 à Ulrich du Wurtemberg (1342 † 1388), fils du comte de Wurtemberg ;
- Louis VI le Romain (1330 † 1365), duc de Haute-Bavière et margrave de Brandebourg ;
- Guillaume (1330 † 1388), duc de Bavière-Straubing, comte de Hainaut, de Hollande et de Zélande ;
- Albert Ier (1336 † 1404), duc de Bavière-Straubing, comte de Hainaut, de Hollande et de Zélande ;
- Othon V (1341 † 1379), duc de Haute-Bavière et margrave de Brandebourg ;
- Béatrice (1344 † 1359), mariée à Éric XII (1339 † 1359), roi de Suède ;
- Agnès (1345 † 1352) ;
- Louis (1347 † 1348).